# Petre Becheru
Petre Becheru (n. 16 mai 1960, Drăgănești-Vlașca, România) este un halterofil român, laureat cu aur la Los Angeles 1984.